# 株式会社マジルミエ
『株式会社マジルミエ』（かぶしきがいしゃマジルミエ、英語: Magilumiere Magical Girls Inc.）は、原作：岩田雪花、作画：青木裕による日本の漫画作品。ウェブコミック配信サイト『少年ジャンプ+』（集英社）にて、2021年10月20日から2025年7月9日にかけて連載された。

## 概要
本作は、魔法少女というファンタジー要素と、ビジネスという現実的で魔法少女に反発的な要素が含まれた作品である。これら2要素をうまく組み合わせたことによる新鮮さがあり、また、変身願望を描く魔法少女ものと、ビジネス・仕事を通した自己実現が結び付けられている点が秀逸と評価される。さらに、主人公たちが非常に魅力的に描かれ、自分に自信のなかった桜木カナが、才能を見出され、戦いとともに成長する王道のジャンプ作品としての要素も持ち合わせているとも評価される。
本作は、次にくるマンガ大賞2022のWebマンガ部門で第3位に選出された。
テレビアニメが制作されており、第1期が2024年10月から12月まで放送された。第2期は2026年より放送予定。

## あらすじ
突如発生する自然災害「怪異」が存在し、怪異を退治することを主たる業務とする魔法少女が職業として認識された世界。就職活動中の大学生、桜木カナは、何社も面接を受けていたが、いずれも失敗していた。そんな中、たまたま出会った越谷仁美に導かれ、ベンチャー企業である株式会社マジルミエに魔法少女として就職することになる。カナは、驚異的な記憶力を武器に、魔法少女として仕事をしていく。

## 登場人物
声の項は特記がない限り、テレビアニメ版の声優。

### 株式会社マジルミエ
桜木 カナ（さくらぎ カナ）
声 - ファイルーズあい / 高橋李依（PV）
本作の主人公。大学生として就職活動中に仁美にスカウトされ、株式会社マジルミエに入社し魔法少女となる。
まじめで、記憶力が良い努力家な性格。本人はそれら全てを「地味な特徴」として捉え、就職活動にも苦戦していたが、マジルミエに就職することで才能が開花。「些細な情報でも見逃さず」「多数の情報を瞬時に記憶、思い出すことが可能で」「それら全てを律儀に報告出来る」ことにより、魔法少女（現場）とエンジニアを太く繋ぐ情報処理要員としての力を発揮することになる。
初登場時就活大学生ということで成人しているはずだが、肩までのツインテールがトレードマーク。本人曰く「（幼少期からずっとしているため）辞め時を見失った」。小柄（153センチほど）で優しげな面立ちの童顔。あまり成人女性には見えない。
第2部（第10巻第78話以降）ではトレードマークであったツインテールをばっさりと切り落としたショートカット姿で登場。陰謀によって陥れられ営業停止処分を受けたマジルミエを復活させるまでの一時的な立場ながらも、魔法利用業務の営業資格を取得し自分自身で起業した会社の社長に就任する。以降は変身している間のみ魔法少女衣装の一部としてツインテールが復活する。
越谷 仁美（こしがや ひとみ）
声 - 花守ゆみり
株式会社マジルミエの専属魔法少女。魔法少女っぽくないヤンキー的な性格。いわゆる良家のお嬢様育ちだが、魔法少女となることに反対した父親と喧嘩別れし勘当同然の体裁で実家を出た過去を持つ。
カナの頼れる先輩。戦闘指示は雑かつ擬音語を多用するなど感覚派だが、魔法、魔道具を扱うセンスと運動能力は目を見張るものがあり、天才肌。
根元が黒髪、いわゆるプリンの金髪ロングヘア。両耳に多数ピアスをつけ、切れ長な目をした迫力美人。カナと比べると高身長で、非常にスタイルが良い。
同僚や同業者をニックネームで呼ぶが、彼女自身は周囲から姓で呼ばれており、同姓の父親とは敬称などで区別される。
ラーメンが好物で、第2部でマジルミエが陰謀によって陥れられ営業停止処分を受けた際には、カナが魔法少女会社を起業するまでの一時的な立場ながらも、行列のできるラーメン店の店長として成功を収め、魔法少女として復帰後は湯切りのパフォーマンスを必殺技に応用している。
重本 浩司（しげもと こうじ）
声 - 小山力也
株式会社マジルミエの社長。男性だが、魔法少女のコスチュームに身を包んでいる。
比較的大規模な被害を出した「15年前の怪異（＝災害怪異）」を記憶する世代であり、過剰な戦闘魔法の使用が強大な怪異を発生させる原因であるという仮説の元、「戦闘魔力の省力化」「突然変異体を発生させない事」に並々ならぬ情熱を燃やす。
端に癖のついた黒髪ロングヘアをポニーテールにしており、常にハイライトのない“死んだ目”をしている。普段の業務中はコスプレ姿だが、公の場に出る際はきちんとスーツに袖を通す。
自身の過去については積極的に語りたがらなものの、物語が進むにつれ、彼の信念や女装の経緯には、災害怪異に立ち向かって殉職した妹、重本アリスの影響があることが断片的な形で明かされていく。マジルミエを起業する前は魔法開発エンジニアをしており、劇中で広く普及している、魔法少女アニメの変身バンクを想起させるようなコスチューム装着魔法は重本兄妹が普及させたもの。
二子山 和央（にこやま かずお）
声 - 山下大輝
株式会社マジルミエの魔法エンジニア。魔法少女が用いるホウキの調整や変身道具作成など、魔法少女に必須の裏方担当。
慣れていない他人と会話できない、自分の興味のある分野では途端に饒舌になるなど典型的な“オタク”だが、エンジニアとしての腕は一流。現場と連携を取り、その場で即時新しい魔法を生み出すというプログラム能力を持つ。
癖の強い黒髪をうなじで1つにまとめた髪型に黒縁丸眼鏡、丸い目をした童顔。かなりの低身長。
翠川 楓（みどりかわ かえで）
声 - 逢坂良太
株式会社マジルミエの営業担当。非常に気配りの出来る人物で、社長重本を筆頭に、目の前の人間の要求をなんでも見通す。「各種サービスチケットを保存しておくのは営業マンの常識」と豪語し、非常にレアな手土産であろうと颯爽と用意する。
爽やかな茶色の短髪、おっとりした顔立ちに人好きする笑顔のThe営業マン。業務中は常にスーツを着ており、マジルミエの中では数少ない常識人。
前職はホストクラブのホストであったという職歴を持つ。かつて妹の殉職で失意の底にあった重本を接待し相談に乗ったことをきっかけにマジルミエの創業に関わった。「楓」という名前は本名ではなく、翠川が好きな漫画『SLAM DUNK』の登場人物にちなんだホスト時代の源氏名だが、ニックネームとして定着しており、翠川の職歴を面白がってそのように呼び始めた越谷すら本名が別にあることを忘れている。本名は隠していないとされるが読者には明かされていない。
実は新日本魔法エネルギー協会会長の鎌倉とマジルミエの重本との間で二重スパイをしており、そのことが明かされ両者の対立が本格化する第10巻第78話から第11巻第96話にかけては、読者にも他の登場人物にも、翠川の真の雇い主がどちらであるのかを明かさない形で物語が進行する。
闇森 響（やみもり ひびき）
業界で「名門」と呼ばれる、京都魔法大学に所属する大学生。カナたちと出会った当初は授業をサボりがちな不良生徒だったが、魔法系のプログラム能力は天才的で、中学生の頃から個人で業務を受注していた。何をやらせても器用かつあっという間に会得するので、周囲の人間から距離をおかれていたのがトラウマ。
そんな彼を唯一恐れず対等に扱ってくれた幼馴染みの塔ノ森サカヱ（魔法少女）に勧められ、塔ノ森神社で魔法の仕事を始める。自分を気遣ってくれるサカヱに頼り過ぎたくないという思いもあり、一人にならない場所を探していた。一時はマジルミエへの就職を躊躇う場面もあったが、当人のサカヱに背中を押された上、初めて自分がのびのび過ごせる場所を見つけたかもしれないという期待もあり、マジルミエの新たなメンバーに加わる。
金髪ロン毛、サングラス着用、ピアスだらけのチャラ男＆強面。ヤンキー気質の仁美とは比較的馬が合う。
槇野 あかね（まきの あかね）
声 - 天海由梨奈
中堅魔法少女企業「アプダ株式会社」の魔法少女。明るく上昇意欲が高い。カナ同様、仕事では事前の下調べを重視している。
研修のためマジルミエに出向し、アリスシステムを学ぶ。その後、業務を共にした経験からマジルミエの体制に強い興味を抱くようになり、マジルミエの業務拡大に伴う求人に応じて転職する。
赤坂 いろは（あかさか いろは）
「独立行政法人魔法技術総合研究所」の副所長 兼 魔法少女。変身時は常用している眼鏡が一眼型保護メガネ状に変化する。
業務を共にした経験からマジルミエの体制に強い興味を抱くようになり、マジルミエの業務拡大に伴う求人に応じて転職する。

### 株式会社ミヤコ堂
大手化粧品メーカー。
葵 リリー（あおい リリー）
声 - 石原夏織
株式会社ミヤコ堂の魔法少女。女子力が高い。
麻生 美弥子（あそう みやこ）
声 - 井上喜久子
株式会社ミヤコ堂の社長。
重本や古賀とは仕事仲間であったというコネクションから、マジルミエやアストと魔法少女業務における協力体制を築いている。重本と古賀の不仲を気にかけている。

### アスト株式会社
魔法少女業界最大手。
土刃 メイ（つちば メイ）
声 - 安済知佳
アスト株式会社のエース魔法少女。常に無表情で、効率化やデータ収集を重視した機械のような怪異退治を行う。生真面目で冗談を解せない。
両親が営んでいた家業の失敗から貧困家庭に育ち、幼少期の生活苦をバネにして真面目な努力を積み重ねて社会的な地位を築いたという過去を持つ。自分の有用性を示すためには労働災害も厭わないという価値観を持っており、安全第一を良しとする古賀の方針には面従腹背の態度を取る。
当初はマジルミエの実力を疑問視し冷淡な態度を取るが、幾度となく業務を共に経験したことで次第に実力を認めるようになっていく。当初は批判的に接していたカナとは、幼少期に好きだったフィクションの魔法少女『プリハトムギ』の話題で意気投合し共通の話題が生まれるものの、同作品の思い出を「フィクションの登場人物は現実を救ってくれないので、自分が奮闘するしかない」というネガティブな教訓として受け取っている。
古賀 圭（こが けい）
声 - 石田彰
アスト株式会社の社長。
重本浩司とはかつての仕事仲間であったが、同僚として尊敬し好感を抱いていた重本アリスが殉職した際に、責任の受け止め方を巡って対立したことを引きずっており、同業者として顔を合わせるたびに対抗心を剥き出しにする。
自分の意に沿わず価値を認めていない社員には冷淡で尊大な態度をあらわにして解雇を迫る一方、魔法少女の安全を最重視し労働災害を極度に恐れる一面も持つ。確実かつ安全に業務を遂行するための強力な魔法の開発を社是としており、魔力規制緩和に賛同している。
重本浩司を理想主義者として嫌悪する一方、魔力規制緩和派として同床異夢の関係にある鎌倉や真尾からは、古賀自身こそが理想主義者であるとして侮蔑されており、鎌倉が計画する陰謀については知らされていない。普段の敵対的な態度から、マジルミエと鎌倉との間で繰り広げられる抗争において、古賀がどちらを裏切りどちらに肩入れする気なのか、マジルミエのメンバーから不安視され続けるが、原作第13巻第108話にて重本と和解しアスト株式会社と株式会社マジルミエのM&A（企業合併）に合意し、鎌倉や真尾に対抗するために共闘する道を選ぶ。以降はアストのいち部門となったマジルミエの上司役を担う。

### その他の登場人物
萬田（まんだ）
声 - 武虎
「独立行政法人魔法技術総合研究所」の所長。小太りの体形で、勤務中もサングラスとアロハシャツを常用する。
魔法少女が国営事業であった20年前当時は仁科の部下で、真尾と同期であったという職歴を持つ。
銀次 ハナ（ぎんじ ハナ）
声 - 河野ひより
移動用魔導具「ホーキ」調整業者の女子小学生。幼いながらも天才的な技術者で、株式会社マジルミエで使用されているホーキは、会社の発注に応じて彼女が制作し、重本の方針に基づく省力化などのカスタマイズを施したもの。マジルミエでのホーキの使用状況から、越谷のホーキには荒々しい乗りこなしに対応したパワーアップを、カナのホーキにはツールとしての多機能化を施す。
仁科（にしな）
声 - 中博史
銀次の助手。国の技術者だったが、幼いながらも高い才能を示す銀次の腕前に惚れ込み「弟子入り」と称して彼女をサポートする。
魔法少女が国営事業であった20年前には鎌倉がトップを務める組織で働いており、地味な魔法実験を繰り返してデータを取る仕事に意義や情熱を感じていたものの、その実態は閑職扱いで、実験の記録は提出した傍から直行で廃棄されていた。
越谷 憲司（こしがや けんじ）
声 - 後藤光祐
「魔力エネルギー庁」の長官。越谷仁美の父。公私ともに厳格で公正明大であることを信念とする。
表向きは娘との親子喧嘩の末に勘当した体裁を取りつつも、互いを尊重し敬意を払い合う関係を保つ。
周囲からは魔力規制緩和派の中心的人物として見られているが、彼本人は自分の役割を、中立的な立場から公正なジャッジを下すことであると考えており、結論ありきで規制緩和を進める堤や鎌倉とは立場を異にする。
原作第138話で名を名乗る場面まではフルネームが明かされず、2024年2月に行われた公式なキャラクター人気投票では「越谷の父」の表記で越谷仁美と区別された。原作でフルネームが明かされる直前の放送となるテレビアニメ版第1期最終話のラストシーンに登場した際には、「魔力エネルギー庁長官」の役名でキャスト表記された。
堤（つつみ）
「渓央大学 魔学研究科」の教授。
魔力規制緩和派に忖度し、その障害となる株式会社マジルミエにとって不利な状況になるよう、越谷親子の情を利用しつつ不正審査を目論むが、越谷親子の関係性や越谷憲司の性格を見誤ったために失脚する。
鎌倉 康雄（かまくら やすお）
「新日本魔法エネルギー協会」の会長。元魔法省官僚。
表向きは日和見主義者を装っているものの、内心では魔力規制緩和こそが没落しつつある国の経済を支える唯一の道であると考えており、国民の犠牲すら厭わない大局観を持って国の将来を憂いているのは自分だけであるという強い自負から、規制緩和へと世論を誘導するためのマッチポンプとして、大規模魔法を用いなければ対処不可能な災害怪異を意図的に起こすための陰謀を巡らせる。
怪異と魔法少女が相克し犠牲を払いながら互いにより大きな力をつけていく世界を望んでおり、魔法の省力化により怪異の強大化を抑止しようとする株式会社マジルミエとは対立する立場にある。第1部の結末では計画を阻まれつつも、マジルミエこそマッチポンプの真の黒幕であるとする濡れ衣を着せて業務停止処分へと追い込むことに成功し、第2部では災害怪異の制御によって株価を操作し復興予算で利潤を得るビジネスモデルを展開するが、カナが起業した新会社の元に集結した元社員らとの直接対決に破れて真相を世間に公表されてしまう。その後は自分の大局観を理解しない世間に絶望してテロリストとなり、都心部に人造の災害怪異をけしかけ、規制緩和による経済発展という自らの政治的主張をテロという手段で訴えかけようとするが、重本の古賀の劇的和解により企業合併を果たした株式会社アストと株式会社マジルミエの前に再度敗北し、死を遂げる。
真尾 笑（まなお しょう）
重本の元同僚。魔力規制緩和派の鎌倉と手を組み、怪異を人工的に発生させている。
無戸籍者で経歴不明、魔法少女が国営事業であった20年前から若々しい見た目のまま老いていないなど、謎多き人物。
15年前の災害怪異の出現時には重本兄妹、古賀、美弥子の同僚で、20年前の魔法少女事業が国営だった当時には仁科や萬田と同じ組織で鎌倉の部下として勤務していた。重本は当時の状況から、妹のアリスが殉職した際の災害怪異は、真尾が人為的に引き起こしたものであった可能性を早い段階から疑っている。
蔵入 萬之介（くらいり まんのすけ）
黒い眼帯を着用する個人投資家。潤沢な資金を持ちながらも、「つまらない投資対象に出資するくらいなら、机のがたつきに挟むために札束を使う方がまし」という経済観を持っており、世界中の人々が人生の破滅を賭けて争う刺激的なギャンブルの場として投資を楽しむ。
鎌倉による、天災を装った営業妨害という手段で経済を裏から支配するビジネスモデルを、倫理観や反社会性よりも、ギャンブル性の欠如という観点から唾棄しており、僅かな勝機に賭けて鎌倉に立ち向かう気概を見せたカナの会社を気に入り、鎌倉によって潰された株式会社マジルミエの復活に全面協力する。マジルミエの復活後は翠川と意気投合し、資金援助のほか、社員旅行などの福利厚生に協力し、アストとマジルミエのM&Aでも立会人を務めている。
重本 アリス（しげもと アリス）
故人。重本浩司の妹で、かつて古賀、美弥子、真尾らがいた企業の同じ部署に所属していた魔法少女。端に癖のついた黒髪ロングヘアをポニーテールにしている。
任務中に発生した災害怪異との交戦中に殉職し、重本浩司と古賀の間に深いトラウマと対立の原因となる禍根を残す。ポニーテールの髪型は死後に重本浩司へと受け継がれ、またマジルミエが開発し運用する退治体制「アリスシステム」の由来として名前を残す。
魔法少女の社会的地位向上に関心を持っており、当時は単純な退治作業員と見られがちであった魔法少女を、皆が憧れるような仕事にしたいというアリスの目標は、様々な形で同僚たちへと受け継がれ実践されていった。

## 書誌情報
- 岩田雪花（原作）、青木裕（作画）『株式会社マジルミエ』集英社〈ジャンプ・コミックス〉、既刊17巻（2025年6月4日現在）
  1. 2022年2月4日発売[49][50]、ISBN 978-4-08-883028-5
  2. 2022年5月2日発売[51]、ISBN 978-4-08-883133-6
  3. 2022年7月4日発売[52]、ISBN 978-4-08-883219-7
  4. 2022年9月2日発売[53]、ISBN 978-4-08-883243-2
  5. 2022年11月4日発売[54]、ISBN 978-4-08-883330-9
  6. 2023年2月3日発売[55]、ISBN 978-4-08-883481-8
  7. 2023年5月2日発売[56]、ISBN 978-4-08-883540-2
  8. 2023年8月4日発売[57]、ISBN 978-4-08-883679-9
  9. 2023年10月4日発売[58]、ISBN 978-4-08-883734-5
  10. 2023年12月4日発売[59]、ISBN 978-4-08-883735-2
  11. 2024年4月4日発売[60]、ISBN 978-4-08-884003-1
  12. 2024年6月4日発売[61]、ISBN 978-4-08-884058-1
  13. 2024年9月4日発売[62]、ISBN 978-4-08-884201-1
  14. 2024年10月4日発売[63]、ISBN 978-4-08-884230-1
  15. 2025年1月4日発売[64]、ISBN 978-4-08-884293-6
  16. 2025年4月4日発売[65]、ISBN 978-4-08-884549-4
  17. 2025年6月4日発売[66]、ISBN 978-4-08-884641-5

## テレビアニメ
萌、J.C.STAFFのアニメーション制作でテレビアニメ化。第1期は2024年10月から12月まで、日本テレビ系列『FRIDAY ANIME NIGHT』枠ほかにて放送され、原作第1巻第1話から第5巻第33話までに当たる内容が映像化された。基本的には原作に準じた内容を描きつつも、槇野あかねの初登場エピソードである第11話および第12話（第1期最終話）はアニメ版独自の展開に変更され、原作登場時よりも強大に描かれた敵との戦闘が描かれた。第1期最終話の放送後に第2期の制作が発表された。第2期は2026年より放送予定。

### スタッフ
- 原作 - 岩田雪花[9]、青木裕[9]
- 監督・怪異デザイン - 平岡正浩[9]
- 副監督 - 小坂春女
- シリーズ構成・脚本 - 永井真吾[9]
- キャラクターデザイン - 藤井昌宏[69]、浅間英裕[9]
- サブキャラクターデザイン - みき尾、ヒラタリョウ
- 総作画監督 - 藤井昌宏、平岡正浩、古川博之
- 美術監督 - 大嶋健太、瀬理実穂
- 3D美術監督 - 植木香奈江
- 美術設定 - スタジオ萌美術セクション
- 色彩設計 - 小谷和樹
- 撮影監督 - 権田光一
- 編集 - 坪根健太郎
- デザイン監督 - 長谷部葵
- VFXディレクター - 淺川真歩
- CGディレクター - 滝川幸稔
- 音響監督 - 三間雅文[9]
- 音響制作 - テクノサウンド
- 音楽 - 宮崎誠[9]
- 音楽プロデューサー - 千石一成、植田みのり、川上泰司、濱田潤
- チーフプロデューサー - 本多祐、稲毛弘之
- プロデューサー - 菊池瑠梨子、尾上太基、岩佐直樹
- 制作統括プロデューサー - 大竹秀和、松倉友二
- アニメーションプロデューサー - 佐久間周平、藤代敦士
- アニメーション制作 - 萌[9]、J.C.STAFF[9]
- 製作 - マジルミエ製作委員会

### 主題歌
「オーダーメイド」
まふまふによる第1期のオープニングテーマ。作詞・作曲・編曲はまふまふ。
「ワークアウト」
syudouによる第1期のエンディングテーマ。作詞・作曲・編曲はsyudou。

### 各話リスト
| 第1話  | 株式会社マジルミエへようこそ | 平岡正浩                   | 平岡正浩   | 細田沙織 重國浩子 井上未来子 趙小川 陳玲玲 姜海華 | 2024年 10月4日 |
| 第2話  | ホーキなんて楽勝だから       | 内藤晃 平岡正浩            | 藤原和々   | 青野厚司 寿門堂 Jumondou Wuxi Big Owl RadPlus Revival | 10月11日       |
| 第3話  | ウチの美学                   | 坂田純一 平岡正浩 宮尾佳和 | ウヱノ史博 | 井上未来子 鳥山冬美 松本勝次 松下清志 reboot | 10月18日       |
| 第4話  | ホイホイできただろ           | 池畠博史 平岡正浩 宮尾佳和 | 小松和真   | 黒田結花 椎葉幹朗 王維慶 林隆祥 高野菜央 井上未来子 BEAK Jiwon CHOI Dongjin DANG HOANG MY LINH NGUYEN THI THU TRANG Kim Kwang Woo Yoon Hyeok Jun Jang Hyung Wan 無錫月霊動画 | 10月25日       |
| 第5話  | 協働業務                     | 平岡正浩 内藤晃 宮尾佳和   | 則座誠     | 高橋みか 閔賢叔 安孝貞 井上善勝 RadPlus | 11月1日        |
| 第6話  | ミヤコ堂の魔法少女           | 石井輝 平岡正浩 宮尾佳和   | 石井輝     | 桜井木ノ実 廖雪宇 魏旭龍 冯永旭 陈亮 飯飼一幸 | 11月8日        |
| 第7話  | 結果と美学                   | 鈴木洋平 平岡正浩 宮尾佳和 | 海宝興蔵   | Oh Eun soo Kim Hye jeong | 11月15日       |
| 第8話  | 魔法業界EXPO                 | 内藤晃 平岡正浩 宮尾佳和   | 藤原和々   | Jumondou Seoul Jumondou Wuxi 井上善勝 ディーロク | 11月22日       |
| 第9話  | 仲間                         | 坂田純一 平岡正浩          | ウヱノ史博 | 鳥山冬美 宇都木勇 松下清志 reboot | 11月29日       |
| 第10話 | 銀次さん                     | 宮崎修治 平岡正浩          | 宮崎修治   | ディーロク Revival | 12月6日        |
| 第11話 | アカネ燦然                   | 高田耕一 平岡正浩          | 則座誠     | Kim Jumg rim Park Soon ok Choi Eun yeong TripleA | 12月13日       |
| 第12話 | 一人とチーム                 | 大畑晃一 平岡正浩          | 海宝興蔵   | 井上未来子 横江香 山田龍太郎 井上善勝 元美那 朴順玉 金志殷 趙源荷 Revival RadPlus ワンオーダー                                                                               | 12月20日       |

### 放送局
| 放送期間                 | 放送時間           | 放送局                                | 対象地域 | 備考                                                 |
| ------------------------ | ------------------ | ------------------------------------- | -------- | ---------------------------------------------------- |
| 2024年10月4日 - 12月20日 | 金曜 23:00 - 23:30 | 日本テレビ（製作参加） ほか系列全30局 | 日本国内 | 字幕放送 / 連動データ放送 / 『FRIDAY ANIME NIGHT』枠 |
| 2024年10月5日 - 12月21日 | 土曜 22:30 - 23:00 | BS日テレ                              | 日本全域 | BS/BS4K放送 / 『アニメにむちゅ〜』枠                 |
| 2024年10月6日 - 12月22日 | 日曜 22:00 - 22:30 | AT-X                                  | 日本全域 | CS放送 / 字幕放送 / リピート放送あり                 |

| 配信開始日     | 配信時間                           | 配信サイト | 備考                   |
| -------------- | ---------------------------------- | --- | ---------------------- |
| 2024年10月5日  | 土曜 0:30（金曜深夜） 更新         | Amazon Prime Video | 見放題配信             |
| 2024年10月7日  | 月曜 1:00（日曜深夜） 以降順次更新 | ABEMA dアニメストア （本店・ ニコニコ支店 ） Disney+ DMM TV FOD Hulu J:COM STREAM Lemino milplus TELASA （ Pontaパス ） U-NEXT WOWOWオンデマンド アニメタイムズ アニメ放題 ニコニコプレミアム | 見放題配信             |
|                |                                    | Google TV HAPPY!動画 J:COM STREAM milplus music.jp Rakuten TV TELASA ビデックスJP カンテレドーガ ニコニコチャンネル バンダイチャンネル ビデオマーケット ムービーフルPlus                      | 都度課金配信           |
| 2024年10月12日 | 土曜 0:30（金曜深夜） 更新         | TVer | 最新話期間限定無料配信 |

### BD
| 巻 | 発売日        | 収録話         | 規格品番  |
| -- | ------------- | -------------- | --------- |
| 1  | 2025年1月29日 | 第1話 - 第4話  | BCXA-1972 |
| 2  | 2025年2月26日 | 第5話 - 第8話  | BCXA-1973 |
| 3  | 2025年3月26日 | 第9話 - 第12話 | BCXA-1974 |

### WEBラジオ
2024年10月17日より12月26日まで超!A&G+にて『株式会社マジルミエ ラジオ広報部』の配信を行っていた。パーソナリティは桜木カナ役のファイルーズあい。配信時間は木曜19時00分 - 19時30分、不定期更新で5回、。超!A&G+での配信終了後に株式会社マジルミエ公式YouTubeチャンネルにもアーカイブ配信された。
| 日本テレビ系列 FRIDAY ANIME NIGHT   | 日本テレビ系列 FRIDAY ANIME NIGHT | 日本テレビ系列 FRIDAY ANIME NIGHT |
| 前番組                              | 番組名                            | 次番組                            |
| ----------------------------------- | --------------------------------- | --------------------------------- |
| 転生したらスライムだった件（第3期） | 株式会社マジルミエ（第1期）       | 薬屋のひとりごと（第2期）         |